# Février 1514
Le mois de février 1514 est le 2e mois de l'année 1514.

## Naissances
- 22 février : Johannes Gigas (mort le 12 juillet 1581), théologien et poète religieux allemand
- 26 février : Georg Joachim Rheticus (mort le 14 décembre 1574), mathématicien et astronome de la Renaissance, auteur du premier ouvrage publié sur le système héliocentrique de Copernic

## Décès
- 9 février : Uriel von Gemmingen (né en 1468), archevêque de Mayence
- 27 février : Adamus Polonus, médecin, humaniste et philosophe polonais